# Piotr Krokhonyatkine
Piotr Borissovitch Krokhonyatkine (en russe : Пӫтр Борисович Крохоняткин) est un peintre russe né en 1929 près de Kostroma.

## Biographie
Diplômé de l'école d'art de Iaroslavl, il poursuit sa formation dans les ateliers de Fiodor Pavlovitch Rechetnikov et de Victor Grigorevitch Tsiplakov à L'Académie d'Art Vassili Sourikov à Moscou dont il sort diplômé en 1956. La même année il devient membre de l'union des Artistes et rentre à l'école d'art de Iaroslavl où il enseigne jusqu'en 1960.
À Moscou, en 1965, il est présent à l'exposition d'art de toute l'Union. Il est bien recherché en dehors de son pays si l'on en juge par le nombre de ses œuvres qui circulent dans les salles des ventes aux États-Unis, en France, en Grande-Bretagne et en Hollande.

## Œuvres
Tous les titres cités ont été pris sur les sites proposant des œuvres à la vente. Ces titres permettent de faire une idée des thèmes traités, de la technique utilisée, des supports et de leurs dimensions.
- 1947 : Portrait d'une fille (1), huile sur toile, 17,5 × 11,5 cm
- 1947 : Portrait d'une fille (2), huile sur toile, 17,5 × 11,5 cm. Il s'agit de la même jeune fille mais on la voit davantage de face et ne porte pas le même chemisier
- 1948 : Homme nu posant, crayon sur papier, 66 × 47,5 cm
- 1948 : Homme nu tenant un morceau de corde, crayon sur papier, 85 × 62 cm
- 1948 : Modèle femme s'appuyant sur une table, crayon sur papier, 67 × 44 cm
- 1948 : Homme nu debout, crayon sur papier, 74 × 52 cm
- 1948 : Portrait d'une étudiante, huile sur panneau, 34,5 × 23,5 cm
- 1949 : Modèle homme assis, crayon sur papier, 57 × 39 cm
- 1949 : Portrait d'une écolière, huile sur toile, 30 × 25,5 cm
- 1949 : Chapeau rouge, huile sur toile, 24,5 × 20 cm
- 1949 : Modèle s'appuyant sur un bâton, crayon sur papier, 58 × 41 cm
- 1949 : Modèle homme permanent, crayon sur papier, 59 × 41 cm
- 1949 : Match de tennis, huile sur panneau, 20,5 × 32 cm
- 1949 : Portrait d'un vieux peintre, huile sur toile, 56 × 47 cm
- 1949 : Centre ville, huile sur panneau, 47,5 × 33,5 cm
- 1949 : Dans la chambre de l'artiste, huile sur panneau, 59 × 41,5 cm
- 1950 : Étude d'un modèle masculin, crayon sur papier, 56 × 56 cm
- 1950 : Dans le compartiment du train, huile sur toile, 60 × 45 cm
- 1950 : Rue de village, huile sur panneau, 25 × 34,5 cm
- 1950 : Bouquet d'été, huile sur panneau, 49 × 60 cm
- 1950 : Étude d'un modèle masculin, crayon sur papier, 56 × 56 cm
- 1950 : Automne au village, huile sur panneau, 48,5 × 34 cm
- 1950 : Portrait d'un musicien, huile sur panneau, 35,5 × 25 cm
- 1950 : Portrait d'un acteur, huile sur toile, 64 × 49 cm
- 1951 : Match de hockey, huile sur panneau, 28,5 × 49,5 cm
- 1951 : Ma petite fille, huile sur panneau, 70 × 49 cm
- 1951 : Après la pluie, huile sur toile, 59,5 × 76,5 cm
- 1952 : La récolte, huile sur panneau, 21 × 29 cm
- 1952 : Portait du modèle, un jeune homme, huile sur toile, 33 × 23 cm
- 1952 : Femme au chapeau de paille, huile sur panneau, 30 × 21 cm
- 1952 : Jeune fille portant une robe jaune, huile sur toile, 25 × 17 cm
- 1952 : L'arrivée du renouveau, huile sur panneau, 68,5 × 49,5 cm
- 1953 : Nuits d'été, huile sur toile 87 × 64 cm
- 1953 : Usine en grève, huile sur toile, 181 × 283 cm
- 1953 : Portrait de fille, huile sur toile, 49 × 40 cm
- 1954 : Les enfants sur le balcon, huile sur toile, 149 × 99,5 cm
- 1956 : Crépuscule en automne, huile sur toile, 134 × 105 cm
- 1956 : Au musée des beaux-arts, huile sur toile
- 1956 : Beauté de village, huile sur toile, 150 × 110 cm
- 1956 : Ensoleillé et glacial, huile sur toile, 118 × 88,5 cm
- 1957 : Plaisirs d'hiver, huile sur bois, 35,56 × 22,86 cm
- 1957 : Jeune femme posant dans un fauteuil, huile sur panneau, 34 × 25 cm
- 1958 : Poulets dans la cour, huile sur panneau, 25 × 34 cm
- 1958 : Portrait de vieille dame, huile sur toile 89 × 64 cm
- 1958 : Soleil en hiver, huile sur panneau, 34 × 49,5 cm
- 1959 : Après la danse, huile sur toile, 134 × 105 cm
- 1959 : Facteur de village, huile sur toile, 110 × 79 cm
- 1960 : Dans le poulailler, huile sur toile, 22,86 × 33,02 cm
- 1960 : Embarcadère, huile sur toile, 88 × 119 cm
- 1963 : Hockey, huile sur toile, 137 × 297 cm

- Les dates n'ont pas été trouvées :

- Abri, huile sur panneau, 22 × 49 cm
- Arbre, huile sur carton, 45,5 × 34 cm
- Au début du mois de mars, 118,11 × 88,9 cm
- Bûcherons, huile sur toile, 60 × 70 cm
- Ciel orageux, huile sur carton, 46,5 × 34 cm
- Dans la chambre de l'artiste
- Dans la forêt
- Jour ensoleillé, huile, 138,17 × 97,02 cm
- La Volga, huile sur carton, 45 × 60 cm
- Nuit d'été, huile, 87,12 × 64 cm